# Aardkar

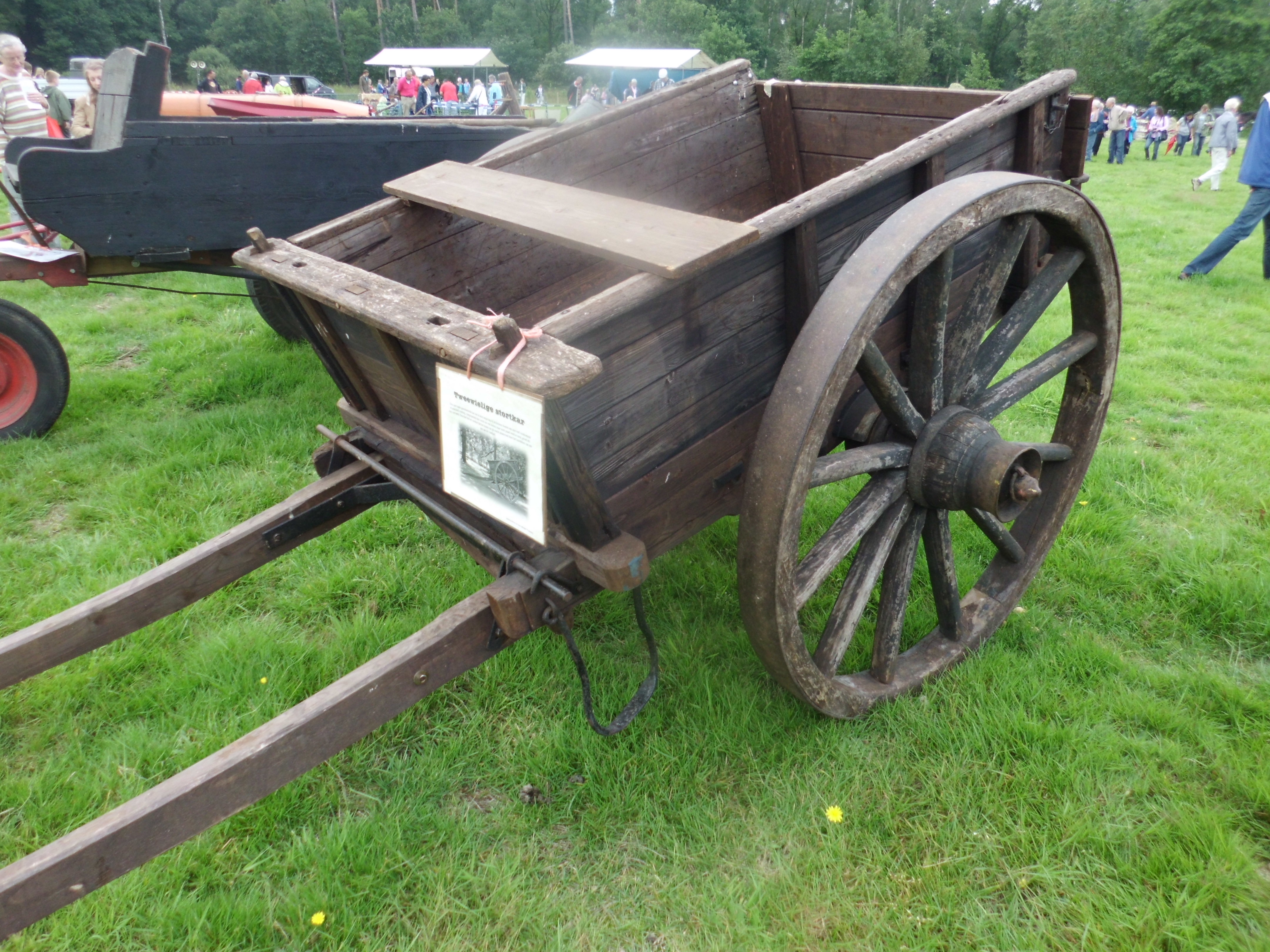
Een aardkar/stortkar

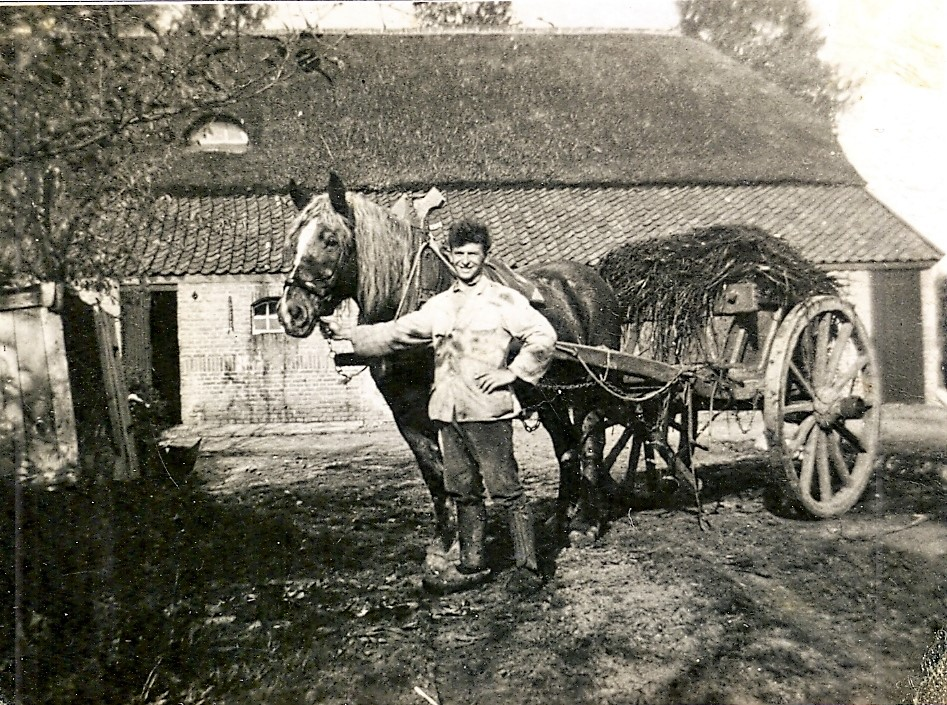
Een volgeladen mestkar voor een langgevelboerderij; foto omstreeks 1930 genomen te Lieshout.

Een aardkar is een kar die in vroeger tijden op boerderijen gebruikt werd voor transport van zware materialen zoals mest uit de potstal, plaggen, aarde en bieten. Naast de aardkar had men destijds ook de grotere hoogkar in gebruik. Beide karren kwamen voor op de zandgronden van de Meierij en van de Kempen, zowel in het Belgische als in het Nederlandse deel. De aardkar, die ongeveerd was, wordt ook wel eertkar, eerdkar, erdkar, ertkar, stortkar, kiepkar of mistkar genoemd.
De aardkar bestond uit een askast, twee twaalfspakige wielen, een laadbak en burries. De aardkar onderscheidde zich van andere karren doordat de burries en de draagbomen - de balkjes waarop de laadbak rustte - uit afzonderlijke delen bestonden. In de lengte liepen de burries tot ongeveer halverwege de buitenzijde van de draagbomen waaraan ze met een spil waren bevestigd. Op die manier kon de laadbak met ingespannen paard worden gekanteld. Om te vermijden dat de laadbak tijdens een rit zou omslaan, werden burries en draagbomen met elkaar verbonden. Dat gebeurde op verschillende manieren, bijvoorbeeld door een houten balkje, vaak laadhout genoemd, een ijzeren staaf, een ketting of twee haken. Naargelang de regio verschilden de plaatsing en de gebruikte materialen. Wanneer men de lading met ingespannen paard wilde lossen, kon men eenvoudig de verbinding tussen burries en draagbomen losmaken, waardoor bij horizontaal blijvende burries de bak naar achteren omklapte. Een aardkar werd door de wagenmaker op bestelling gemaakt. De afmetingen variëren daardoor enigszins. Typische afmetingen van een aardkar zijn: lengte 4,20 m, breedte 2,00 m, hoogte 1,70 m, spoorbreedte 1,55 en wieldiameter 1,40 m. Het laadvermogen van een aardkar is 800 tot 1000 kg.
Aardkarren vindt men vermeld in schepenakten waarin de inventaris werd beschreven van boerderijen indien de boer of boerin wilde hertrouwen. Vanaf 1708 was zo'n beschrijving in Staats-Brabant verplicht gesteld door de Staten-Generaal teneinde het devolutierecht te handhaven.
Voor de Eerste Wereldoorlog kostte een aardkar in de Meierij f 65, waarvan f 30 voor de wielen, f 26 voor askast en laadbak en f 8 voor de burries.
Na de Tweede Wereldoorlog, toen het paard verdrongen werd door de veel sterkere tractor, moest de aardkar gaandeweg wijken voor veel grotere wagens.